# LCL
LCL (Le Crédit Lyonnais) là một ngân hàng Pháp. Đây là một ngân hàng bán lẻ chỉ hoạt động tại Pháp được Crédit Agricole mua lại khi Crédit Lyonnais lâm vào cảnh khó khăn năm 2003. Thương hiệu LCL đã thay thế Crédit Lyonnais năm 2005 nhằm xoá bỏ tai tiếng của Crédit Lyonnais trước khi được Crédit Agricole mua lại. Tuy trực thuộc Crédit Agricole, song ngân hàng này lại là một pháp nhân riêng rẽ.
LCL phục vụ khoảng 6 triệu khách hàng thuộc 200 chi nhánh ở Pháp trong năm 2005.